# Mordellina semilikiana
Mordellina semilikiana is een keversoort uit de familie spartelkevers (Mordellidae). De wetenschappelijke naam van de soort is voor het eerst geldig gepubliceerd in 1959 door Franciscolo.